# كوني والش
كوني والش (بالإنجليزية: Connie Walsh)‏ هو لاعب كرة قاعدة أمريكي، ولد في 23 أبريل 1882 في سانت لويس في الولايات المتحدة، وتوفي بنفس المكان في 5 أبريل 1953.

## وصلات خارجية
- كوني والش على موقعبيزبول رفرنس.كوم (الدوري الرئيسي) (الإنجليزية)
- كوني والش على موقعبيزبول رفرنس.كوم (الدوري الثانوي) (الإنجليزية)